# Demiurgo

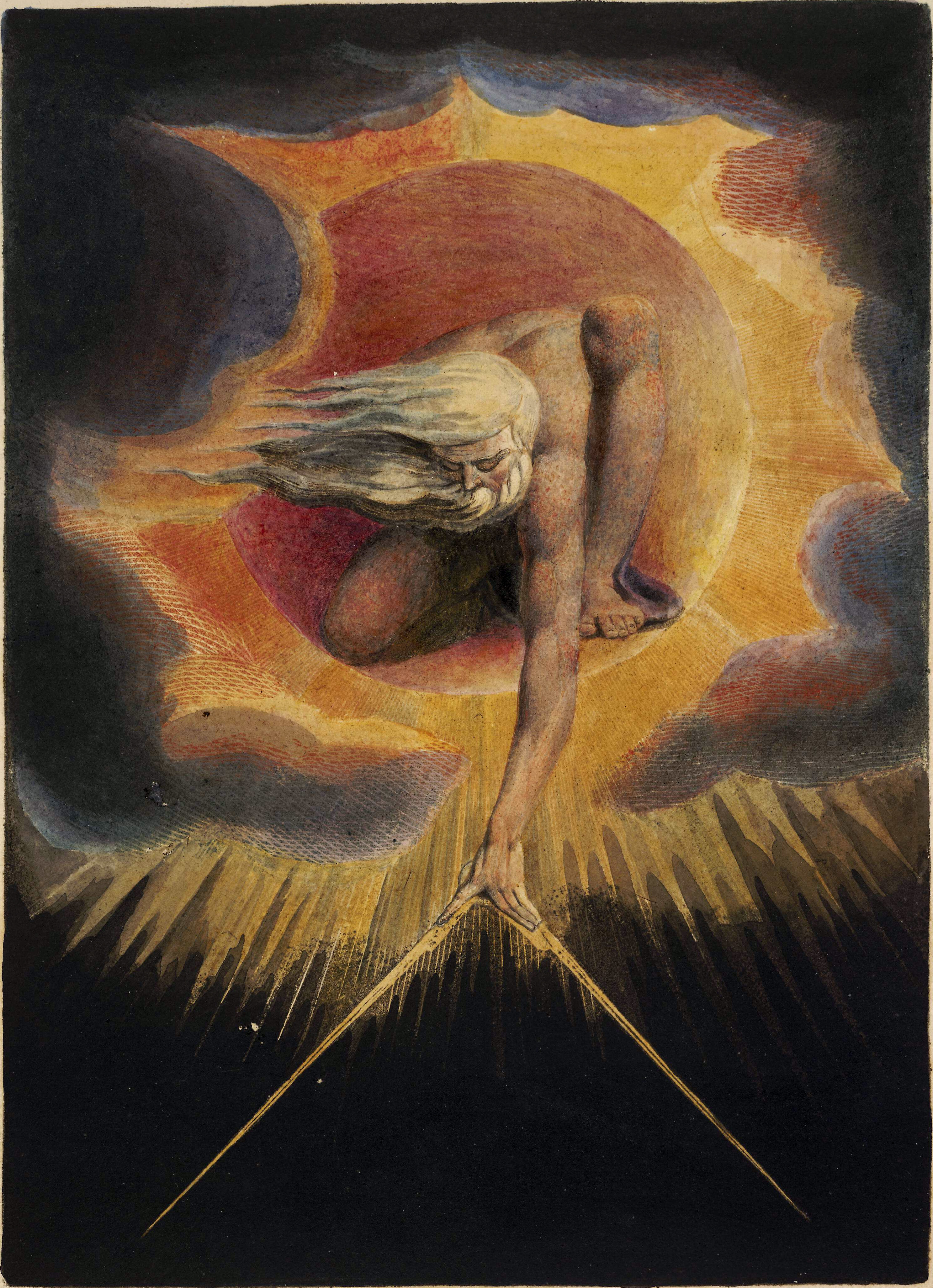
William Blake, The Ancient of Days (1794), che raffigura l'atto della creazione tramite un compasso

Il demiurgo, figura filosofica e al tempo stesso mitologica, è un essere divino, dotato di capacità generatrice, descritto la prima volta da Platone nel Timeo (anche se un breve accenno alla sua figura è presente già nel X libro della Repubblica); il termine greco da lui usato è δημιουργός (dēmiurgòs, 'lavoratore pubblico'), composto di δήμιος (dèmios, 'del popolo') ed ἔργον (èrgon, 'lavoro', 'opera').

## Il Demiurgo nel mito
La figura del Demiurgo, senza il quale «è impossibile che ogni cosa abbia nascimento», non è propriamente un dio generatore come quello cristiano, ma piuttosto ordinatore: egli dà il soffio vitale a una materia informe e ingenerata che preesiste a lui. Per questo fu definito da Celso come un «semidio».
Fu descritto all'inizio da Platone soltanto come ipotesi cosmologica che ha carattere verosimile, cioè in forma di mito, di cui egli si serviva come in altri casi per descrivere in modo intuitivo e narrativo, anziché con una rigorosa argomentazione dimostrativa, un aspetto del suo pensiero particolarmente difficile da illustrare e comprendere.
«Artefice e padre dell'universo», il Demiurgo è nel mito platonico una forza ordinatrice, imitatrice, plasmatrice, che vivifica la materia, dandole una forma, un ordine, e soprattutto un'Anima Mundi.

### Funzione filosofica
Sul piano filosofico il Demiurgo corrisponde alla necessità di introdurre un principio unitario in grado di giustificare e superare il rigido dualismo, teorizzato da Platone, fra il mondo delle idee e la realtà sensibile.
Questo divino artigiano rappresenta quindi il mediatore tra la dimensione intellegibile e la materia, dualismo altrimenti inscindibile. Il demiurgo è infatti l'intelligenza che progetta il mondo, guardando alle idee come modello e usando la materia (o chora) come strumento.
Le idee platoniche sono eterne, necessarie e precedono ogni origine temporale. Esse sono l'oggetto della vera intellezione in quanto "pura forma". Sono dunque esenti da generazione e corruzione, a differenza del mondo sensibile che è al contrario generato e corruttibile. Il mondo sensibile, soggetto al divenire e generato, deve necessariamente discendere da un principio, giacché non vi è generazione senza una causa. Il Demiurgo, essendo legato imprescindibilmente all'idea di Bene, non può che creare il migliore dei mondi possibili. Pur avendo come modelli eterni le idee iperuraniche, il Demiurgo è legato alla "minorità ontologica" del mondo sensibile. Il Demiurgo quindi non crea affatto ex nihilo (dal nulla), ma è costretto ad operare trasmettendo la forma ideale ad una materia preesistente.
Nell'antica Grecia, tuttavia, il termine demiurgo si riferiva anche ai lavoratori liberi, agli artigiani che vivevano liberamente dei frutti del loro lavoro. L'utilizzo dell'analogia tra la figura cosmogonica del Demiurgo e quella dell'artigiano è presto detta: il Demiurgo, come un artigiano, trasmette il modello ideale ad una materia già esistente, e possiede, oltre che carattere intellettuale, anche competenze tecniche.

## Il Demiurgo nello gnosticismo

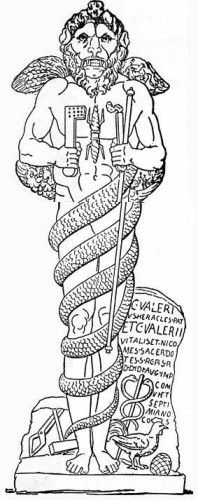
Demiurgo rappresentato con una testa di leone ed il corpo avvolto da un serpente, nel mitreo di Valerio Ercole ad Ostia Antica, risalente al 190 d.C. (CIMRM 312)

Il Demiurgo nello gnosticismo è un dio minore, creatore e governatore della materia assieme agli Arconti, suoi sottoposti, mentre il vero Dio è trascendente, lontano e separato da lui.
Gran parte delle sette gnostiche teorizzavano che il mondo fosse una creazione mal riuscita degli Eoni, ossia le varie emanazioni del Dio primo, che è anch'esso un Eone e contiene in sé un altro essere noto come Ennoia ("Pensiero"). Da questa prima coppia furono emanate successive generazioni di coppie maschili e femminili di Eoni, risiedenti nel Pleroma, la dimensione celeste.
Quando uno di questi Eoni chiamato Sophia emanò senza il contributo del suo eone partner, Cristo, il risultato fu il Demiurgo, un mezzo-creatore, o Primo Arconte (nei testi gnostici a volte chiamato Yaldabaoth, Hysteraa o Rex Mundi per i catari), una creatura che non sarebbe mai dovuta esistere, identificata a volte con la divinità monoteista ebraica Yahweh. Questa creatura, non appartenente al Pleroma, creò tutto il mondo materiale, ma Sophia riuscì ad infondere nella materia la sua scintilla divina (pneuma), dando così al creato e all'umanità una possibilità di salvezza dal Demiurgo.
Gli gnostici credevano pertanto nella teoria della doppia divinità (manicheismo) che contrapponeva il Demiurgo creatore al vero Dio, sconosciuto e trascendente.
Il Demiurgo era la soluzione gnostica al problema del male. Gli gnostici ritenevano che un Dio buono non avrebbe potuto creare il mondo con la sua malvagità, e per tale motivo contrapponevano il Demiurgo creatore alla trascendenza di Dio.

## Il demiurgo nelle altre religioni
La figura del demiurgo, quanto divinità archetipica creatrice, è presente in molte altre religioni del mondo. Ad esempio la popolazione dei Semang nella penisola della Malacca considera come demiurgo la divinità Plē. Presso alcune popolazioni bantu il demiurgo è Unkulunkulu. Tra gli indiani Tlingit il Corvo assurge a questo ruolo, mentre tra gli indiani Tupi prende il nome di Tamosci.